# Milaș
Milaș [ˈmilaʃ] (veraltet Milașul Mare; deutsch Hasendorf, ungarisch Nagynyulas) ist eine Gemeinde im Kreis Bistrița-Năsăud, in der Region Siebenbürgen in Rumänien.
Der Ort ist auch unter der ungarischen Bezeichnung Mezőnyulas und Nyulas und der deutschen Großneulaß bekannt.

## Geographische Lage

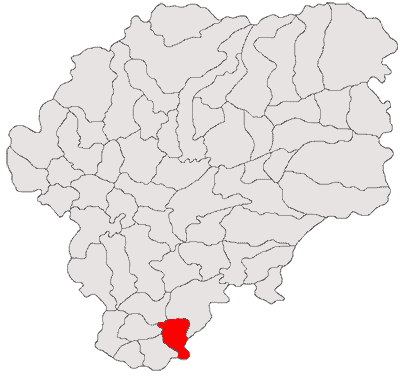
Lage der Gemeinde Milaș im Kreis Bistrița-Năsăud

Die Gemeinde Milaș liegt im Siebenbürgischen Becken im Süden des Kreises Bistrița-Năsăud. Am Oberlauf der Lechința ein rechter Zufluss des Mureș (Mieresch) und der Kreisstraße (Drum județean) DJ 173 befindet sich der Ort Milaș etwa 30 Kilometer westlich von der Stadt Reghin (Sächsisch-Regen) und etwa 50 Kilometer südlich von der Kreishauptstadt Bistrița (Bistritz) entfernt.
Auf dem Areal der Gemeinde verläuft die Schmalspurbahn Mocănița Transilvaniei zwischen der nördlichen Nachbargemeinde Teaca und der südlich gelegenen Gemeinde Râciu im Kreis Mureș. Auf der etwa 35 Kilometer langen Strecke verkehrt die Bahn, nach längerer Stilllegung, erneut erstmals im Frühjahr 2017.

## Geschichte
Der Ort Milaș wurde 1315 erstmals urkundlich erwähnt. Ein archäologischer Fund der auf dem Areal des eingemeindeten Dorfes Orosfaia (Reusswald) gefunden wurde, wurde der Jungsteinzeit zugeordnet und befindet sich im Museum in Aiud (Straßburg am Mieresch). Auf dem Gebiet des eingemeindeten Dorfes Comlod (Komeloden) wird auf dem Areal von den Einheimischen Dealul Viilor genannt, eine Nekropole der Hallstattzeit vermerkt.
Im Königreich Ungarn gehörte der Ort dem Stuhlbezirk Mezőörményes in der Gespanschaft Klausenburg anschließend dem historischen Kreis Mureș und ab 1950 dem heutigen Kreis Mureș an.

## Bevölkerung
Die Bevölkerung der Gemeinde Milaș entwickelte sich wie folgt:
| 1850 | 2.251 | 1.567 | 472 | - | 212           |
| 1930 | 3.085 | 2.319 | 563 | 1 | 202           |
| 1956 | 3.601 | 3.010 | 387 | 8 | 196           |
| 2002 | 1.559 | 1.399 | 78  | - | 82            |
| 2011 | 1.286 | 1.165 | 48  | 2 | 71            |
| 2021 | 1.190 | 1.061 | 25  | - | 104 (72 Roma) |

Seit 1850 wurde auf dem Gebiet der heutigen Gemeinde die höchste Einwohnerzahl und gleichzeitig die der Rumänen 1956 registriert. Die höchste Anzahl der Magyaren (635) wurde 1941, der Roma (207) 1850 und die der Rumäniendeutschen (35) wurde 1900 ermittelt.

## Persönlichkeiten
- Iuliu Hossu (1885–1970), Kardinal

## Sehenswürdigkeiten
- Im eingemeindeten Dorf Comlod, das Dorfzentrum, das ehemalige Landhaus der ungarischen Adelsfamilie Teleki 1756 errichtet (heute dem Zerfall gelassen), die reformierte Kirche[9] Ende des 16. Anfang des 17. Jahrhunderts errichtet und die Holzkirche Sf. Ioan Botezătorul, stehen unter Denkmalschutz.[7]